# Home for the Holidays (tour)
Home for the Holidays è stata una mini tournée del gruppo progressive metal, Dream Theater svoltasi dal 27 al 30 dicembre del 1995 ed iniziato e finito a New London, Connecticut.
In questo tour il gruppo si è cimentato nel suonare cover come The Rover (Led Zeppelin), Killers (Iron Maiden), Damage Inc. (Metallica), In the Flesh?(Pink Floyd), e Heart of the Sunrise

## Tipica scaletta
Scaletta del 27 dicembre
Little Green Bag/Wake Up! (intro tape)
- Under a Glass Moon
- The Mirror/
- Lie
- Lifting Shadows Off a Dream (w/ new extended intro)
- The Rover (Led Zeppelin)/
- Killers (Iron Maiden)/
- Damage Inc. (Metallica)/
- In the Flesh? (Pink Floyd)/
- Heart of the Sunrise (Yes)/
- Innocence Faded
- A Change of Seasons:
  - I The Crimson Sunrise
  - II Innocence
  - III Carpe Diem
  - IV The Darkest of Winters
  - V Another World
  - VI The Inevitable Summer
  - VII The Crimson Sunset
- Surrounded/Voices/The Silent Man (electric version)
- Pull Me Under
- Eve (outro tape)

Scaletta del 28 dicembre
- Little Green Bag/Wake Up! (intro tape)
- The Mirror (w/ slightly extended intro)/
- Lie
- Take the Time (w/ new keyboard/guitar doubled outro)

Lifting Shadows Off a Dream (w/ new extended intro)
- Scarred
- A Change of Seasons:
  - I The Crimson Sunrise
  - II Innocence
  - III Carpe Diem
  - IV The Darkest of Winters
  - V Another World
  - VI The Inevitable Summer
  - VII The Crimson Sunset
- The Rover (Led Zeppelin)/
- Killers (Iron Maiden)/
- Damage Inc. (Metallica)/
- In the Flesh? (Pink Floyd)/
- Heart of the Sunrise (Yes)/
- Voices/
- The Silent Man (electric version)
- Pull Me Under
- ----encore----
- Wait for Sleep (acoustic version)
- Perfect Strangers
- Eve (outro tape)

Scaletta del 29 dicembre
- Little Green Bag/Wake Up! (intro tape)
- Puppies on Acid/
- Take the Time (w/ new keyboard/guitar doubled outro)
- Caught in a Web/
- Lie
- Lifting Shadows Off a Dream (w/ new extended intro)
- The Rover (Led Zeppelin)/
- Killers (Iron Maiden)/
- Damage Inc. (Metallica)/
- In the Flesh? (Pink Floyd)/
- Heart of the Sunrise (Yes)/
- Voices
- Another Day
- Scarred
- The Silent Man (electric version)
- A Change of Seasons:
  - I The Crimson Sunrise
  - II Innocence
  - III Carpe Diem
  - IV The Darkest of Winters
  - V Another World
  - VI The Inevitable Summer
  - VII The Crimson Sunset

Pull Me Under
- ----encore----
- Bad (acoustic version) (U2)
- Learning To Live
- Eve (outro tape)

Scaletta del 30 dicembre
- Little Green Bag/Wake Up! (intro tape)
- 6:00
- Under a Glass Moon
- Caught in a Web/
- Lie
- Lifting Shadows Off a Dream (w/ new extended intro)
- Assolo di chitarra (For Rena/Lost Without You)/
- Scarred
- Surrounded/
- keyboard solo/
- Mind Beside Itself:
  - I Erotomania (w/ drum solo)
  - II Voices
  - III The Silent Man (electric version)
- Pull Me Under
- ----encore----
- Perfect Strangers
- Eve (outro tape)

## Formazione
- James LaBrie – voce
- John Petrucci – chitarra, cori
- Mike Portnoy – batteria, cori
- John Myung – basso
- Derek Sherinian – tastiere[1]

## Date e tappe
| Data             | Città      | Luogo                | Note  |
| ---------------- | ---------- | -------------------- | ----- |
| 27 dicembre 1995 | New London | El 'N' Gee           | [ 1 ] |
| 28 dicembre 1995 | Lido Beach | Club Malibu          | [ 1 ] |
| 29 dicembre 1995 | Old Bridge | Birch Hill Nite Club | [ 1 ] |
| 30 dicembre 1995 | New London | El 'N' Gee           | [ 1 ] |